# Daniel Morelon
Daniel Yves Morelon (Bourg-en-Bresse, 24 de julio de 1944) es un deportista francés que compitió en ciclismo en la modalidad de pista, especialista en las pruebas de velocidad y tándem. Triple campeón olímpico y ocho veces campeón mundial, es uno de los ciclistas de pista más exitosos de la historia.
Participó en cuatro Juegos Olímpicos de Verano, obteniendo en total cinco medallas: oro en Tokio 1964, en la prueba de velocidad individual, dos de oro en México 1968, en velocidad y tándem (haciendo pareja con Pierre Trentin), oro en Múnich 1972, en velocidad, y plata en Montreal 1976, en velocidad.
Ganó dieciséis medallas en el Campeonato Mundial de Ciclismo en Pista entre los años 1964 y 1980.
Tras retirarse de la competición, se convirtió en entrenador del equipo francés de velocidad, consiguiendo éxitos internacionales con sus pupilos, entre los que destacaron Laurent Gané, Frédéric Magné, Florian Rousseau o Félicia Ballanger. En 2007 dejó el equipo francés y se dedicó a entrenar al equipo de China.
Fue el abanderado de Francia en la ceremonia de apertura de los Juegos de Múnich 1972. En 2002 fue elegido miembro del Salón de la Fama de la UCI.

## Medallero internacional
| Juegos Olímpicos   | Juegos Olímpicos                        | Juegos Olímpicos  | Juegos Olímpicos         |
| Año                | Lugar                                   | Medalla           | Competición              |
| ------------------ | --------------------------------------- | ----------------- | ------------------------ |
| 1964               | Tokio (Japón)                           | Medalla de bronce | Velocidad individual     |
| 1968               | México (México)                         | Medalla de oro    | Velocidad individual     |
| 1968               | México (México)                         | Medalla de oro    | Tándem                   |
| 1972               | Múnich (RFA)                            | Medalla de oro    | Velocidad individual     |
| 1976               | Montreal (Canadá)                       | Medalla de plata  | Velocidad individual     |
| Campeonato Mundial |                                         |                   |                          |
| Año                | Lugar                                   | Medalla           | Competición              |
| 1964               | París (Francia)                         | Medalla de plata  | Velocidad individual (A) |
| 1965               | San Sebastián (España)                  | Medalla de bronce | Velocidad individual (A) |
| 1966               | Fráncfort (RFA)                         | Medalla de oro    | Velocidad individual (A) |
| 1966               | Fráncfort (RFA)                         | Medalla de oro    | Tándem (A)               |
| 1967               | Ámsterdam (Países Bajos)                | Medalla de oro    | Velocidad individual (A) |
| 1967               | Ámsterdam (Países Bajos)                | Medalla de plata  | Tándem (A)               |
| 1969               | Amberes (Bélgica) Brno (Checoslovaquia) | Medalla de oro    | Velocidad individual (A) |
| 1969               | Amberes (Bélgica) Brno (Checoslovaquia) | Medalla de bronce | Tándem (A)               |
| 1970               | Leicester (Reino Unido)                 | Medalla de oro    | Velocidad individual (A) |
| 1970               | Leicester (Reino Unido)                 | Medalla de bronce | Tándem (A)               |
| 1971               | Varese (Italia)                         | Medalla de oro    | Velocidad individual (A) |
| 1971               | Varese (Italia)                         | Medalla de bronce | Tándem (A)               |
| 1973               | San Sebastián (España)                  | Medalla de oro    | Velocidad individual (A) |
| 1975               | Rocourt (Bélgica)                       | Medalla de oro    | Velocidad individual (A) |
| 1980               | Besanzón (Francia)                      | Medalla de plata  | Keirin (P)               |
| 1980               | Besanzón (Francia)                      | Medalla de bronce | Velocidad individual (P) |

## Palmarés
- 1964
  - Campeón de Francia amateur de velocidad
  - 1.º en el Gran Premio de Copenhague en velocidad amateur
  - Medalla de bronce a los Juegos Olímpicos de Tokio en velocidad individual
- 1965
  - 1.º en el Gran Premio de París en velocidad
  - 1.º en el Gran Premio de Copenhague en velocidad amateur
- 1966
  - Campeón del mundo velocidad 
  - Campeón del mundo velocidad de tándem, con Pierre Trentin 
  - Campeón de Francia de velocidad
  - 1.º en el Gran Premio de Copenhague en velocidad amateur
- 1967
  - Campeón del mundo velocidad 
  - Campeón de Francia de velocidad
  - 1.º en el Gran Premio de París en velocidad
- 1968 
  - Medalla de oro a los Juegos Olímpicos de Ciudad de México en tándem, con Pierre Trentin 
  - Medalla de oro a los Juegos Olímpicos de Ciudad de México en velocidad individual 
  - Campeón de Francia de velocidad 
  - 1.º en el Gran Premio de París en velocidad
  - 1.º en el Gran Premio de Copenhague en velocidad amateur
- 1969
  - Campeón del mundo velocidad 
  - Campeón de Francia de velocidad 
  - 1.º en el Gran Premio de Copenhague en velocidad amateur
- 1970 
  - Campeón del mundo velocidad
  - Campeón de Francia de velocidad 
  - 1.º en el Gran Premio de París en velocidad
  - 1.º en el Gran Premio de Copenhague en velocidad amateur
- 1971
  - Campeón del mundo velocidad 
  - Campeón de Francia de velocidad 
  - 1.º en el Gran Premio de París en velocidad
- 1972 
  - Medalla de oro a los Juegos Olímpicos de Múnich en velocidad individual 
  - Campeón de Francia de velocidad 
  - 1.º en el Gran Premio de Copenhague en velocidad amateur
- 1973
  - Campeón del mundo velocidad 
  - Campeón de Francia de velocidad 
  - 1.º en el Gran Premio de Copenhague en velocidad amateur
  - 1.º en el Gran Premio de Angers
- 1974
  - Campeón de Francia de velocidad 
  - 1.º en el Gran Premio de Angers
- 1975 
  - Campeón del mundo velocidad 
  - Campeón de Francia de velocidad 
  - 1.º en el Gran Premio de Copenhague en velocidad amateur
- 1976
  - Campeón de Francia de velocidad
  - Medalla de plata a los Juegos Olímpicos de Montreal en velocidad  individual
- 1977
  - Campeón de Francia de velocidad 
  - 1.º en el Gran Premio de París en velocidad
  - 1.º a los Seis días de Numea, con Paul Bonno
- 1980
  - Campeón de Francia de velocidad 
  - Campeón de Europa de Velocidad